# Rhimphalea fastidialis
Rhimphalea fastidialis là một loài bướm đêm trong họ Crambidae.